# Thierry Sebban
Thierry Sebban, né le 22 août est un acteur, réalisateur et scénariste français.

## Filmographie
- 2000 : Calme le jeu
- 2000 : Les Jours heureux
- 2001 : L'empreinte du chaos
- 2002 : Total Khéops
- 2004 : Soyons attentifs... (court métrage)
- 2009 : Pigalle, la nuit
- 2014 : Pseudonym (réalisateur)
- 2016 : Vendeur (film)